# Місячна дівчинка
«Місячна дівчинка» (англ. Moongirl) — короткометражний мультфільм відомого режисера Генрі Селіка, який також режисирував «Жах перед Різдвом» (1993) та «Кораліна» (2009).

## Сюжет
За вісім хвилин цей мультфільм розповідає про наслідки нічної вудіння на світлячків, розкриває питання про життя на місяцеві й попереджає про підступність клею.

## Ролі озвучували
- Авріель Корті  — Місячна дівчинка (англ. Moongirl)
- Зак Шада — Леон (англ. Leon)
- Генрі Селік — Гаргалунз (англ. Gargaloons)

## Нагороди
Мутфільм виграв Спеціальний Приз Журі на фестивалі в Оттаві й по ньому в 2006 році видали книжку для дітей.